# Ахтырский сельсовет
Ахтырский сельсовет — упразднённая административно-территориальная единица, существовавшая на территории Московской губернии и Московской области до 1959 года.
Ахтырский сельсовет был образован в первые годы советской власти. По данным 1918 года он входил в состав Хотьковской волости Дмитровского уезда Московской губернии.
В 1921 году Хотьковская волость была передана в Сергиевский уезд.
В 1927 году из Ахтырского с/с был выделен Кудринский с/с.
По данным 1926 года в состав сельсовета входили 4 населённых пункта — Ахтырка, Жучки, Кудрино и Стройково, а также интернат.
В 1929 году Ахтырский с/с был отнесён к Сергиевскому (с 1930 — Загорскому) району Московского округа Московской области. При этом к нему был присоединён Кудринский с/с.
14 июня 1954 к Ахтырскому с/с был присоединён Тешиловский сельсовет.
30 декабря 1959 года Ахтырский с/с был упразднён. При этом его территория в полном составе вошла в Митинский с/с.